# RAI
RAI — Италијанска радио-телевизија (итал. RAI − Radiotelevisione italiana S.p.A., : ; комерцијално стилизовано: Rai; до 1954. под именом итал. Radio audizioni italiane, RAI) италијански је национални јавни емитер, компанија у власништву Министарства економије и финансија Италије.
RAI емитује много DVB и Sat телевизијских канала и радијских станица, и то користећи дигитални земаљски пренос (15 телевизијских канала и 7 радијских станица на нивоу државе) и неколико сателитских платформи. Највећи је телевизијски емитер у Италији и конкуренција је за Mediaset и друге мање телевизијске и радијске мреже. RAI има релативно високу телевизијску гледаност од 33,8%.
RAI-јев сигнал такође примају и суседне земље, укључујући Албанију, Босну и Херцеговину, Хрватску, Малту, Монако, Црну Гору, Сан Марино, Словенију, Ватикан, Швајцарску и Тунис, а дистрибуира се и преко кабловске и сателитске телевизије. Сигнал Rai 1 се једно време могао примати и у другим деловима Европе, преко пропагације Sporadic E, све док није извршено дигитално гашење јула 2012. године.
Половина RAI-јевих прихода долази од накнада лиценце за примање сигнала, а остатак од закупљивања термина за рекламе.
Године 1950, RAI је постао једна од 23 оснивачка јавна емитера Европске радиодифузне уније (EBU).

## Историја

### 1924
 била је формирана 1924. године уз подршку Компаније Маркони а по узору на модел усвојен у другим европским земљама. URI је свој инаугурални пренос — говор Бенита Мусолинија у Театро Констанцију — емитовао 5. октобра. Редовни програм је почео да се емитује следеће вечери, и то квартет у Палацо Корадију који је изводио Хајднов квартет бр. 7 у А-дуру. У 21.00 , Инес Донарели Вивијани је објавила први пут: „URI – Unione radiofonica italiana, римска станица, 1RO 425 метара таласна дужина. Свима који слушају упућујемо поздрав, добро вече.” S.A. Radiofono – Società italiana per le Radiocomunicazioni circolari (Radiofono) Гуљелма Марконија имало је у власништву 85% деоница URI-ја, док је Società italiana radio audizioni circolari (SIRAC) Вестерн електрика располагало са осталих 15%.
У складу са одредбама Краљевског декрета бр. 1067 из 8. фебруара 1923. године, бежично емитовање је постало државни монопол под контролом Министарства пошти и телеграфа; URI је морао да пружа услуге минимално шест година од датума доношења Краљевског декрета бр. 2191 из 14. октобра 1924. године (Concessione dei servizi radioauditivi circolari alla Società anonima unione radiofonica italiana). Међутим, када је URI-јев договор истекао 1927. године, наследио га је Краљевски декретни закон бр. 2207 из 17. новембра 1927. — делимично национализована Ente Italiano per le Audizioni Radiofoniche, која је постала Radio audizioni italiane S.p.A. (RAI) инвестицијом из Società Idroelettrica Piemontese (SIP) године 1944.

### 1940-е
Током реконструкције након Другог светског рата, већина првог RAI-јевог програма била је под утицајем рајтанског стила BBC-ја. Нагласак је био на едукацијском садржају. Програми као што је Non è mai troppo tardi или Un viaggio al Po пружали су људима увид у животне околности у другим деловима земље, у време када већина становништва није могла да приушти путовања.
Током следећих година, RAI је направио разне измене у својим услугама. Реорганизовао је своје радијске станице новембра 1946. године у две националне мреже, Rete Rossa и Rete Azzurra (Црвена мрежа и Плава мрежа). Додао је културни Terzo Programma октобра 1950. године. На датум 1. јануар 1952. године Rete Rossa је постао Programma Nazionale (фокусирајући се на информацијски садржај), док је Rete Azzurra постао Secondo Programma (са већим нагласком на забаву). Три радијске станице су на крају постале данашњи Rai Radio 1, Rai Radio 2 и Rai Radio 3.

### 1950-е
Године 1954, деоничарско друштво у власништву државе Istituto per la Ricostruzione Industriale (IRI) постало је једини власник деоница и RAI — сада преименован у Rai − Radiotelevisione italiana да би се истакле новоуведене одговорности — коначно је почео са редовном телевизијском службом. Први телевизијски водитељ RAI-ја објавио је 3. јануара у 11.00 CET дневни преглед програма, који је емитован из центра односно седишта у Милану и релејских станица у Торину и Риму. У 14.30, први редовни програм у историји италијанске телевизије био је емитован: Arrivi e partenze, са водитељем Армандом Пицом и Мајком Бонђорном. Вечерњи забавни програм била је театарска изведба дела Карла Голдонија по имену L'osteria della posta. У 23.15 је почео завршни програм за тај дан: La Domenica Sportiva, прво издање седмичне серије која се емитује до дан-данас.

### 2000-е

#### Руководство
је оригинално била подружница компаније Rai Holding S.p.A. Rai Holding је постао део RAI-ја 1. децембра 2004. године, према Чланку 21 Закона 112/04.
RAI-јем управља деветочлани Административни савет. Седам чланова бира комитет Парламента Италије. Остала два (од којих је један председник) номинује већински власник деоница: Министарство за економски развој. Савет именује генералног директора. Генерални директор и чланови Административног савета се бирају за обновљиве трогодишње мандате.
Године 2005, влада Силвија Берлусконија је предложила делимичну приватизацију RAI-ја  продајом 20% деоница. Овај предлог је био веома контроверзан, делом због тога што је Берлускони био на челу водећег приватног емитера Mediaset. Неки критичари су тврдили да би Mediaset могао да постане купац и тиме повећа своју доминантну позицију. Међутим, након откривања чињенице да би RAI изгубио 80 милиона евра (96 милиона долара, 54 милиона фунти) 2006. године, план приватизације је обустављен октобра 2005.

### 2010-е
је 17. маја 2010. године добио велику надоградњу и поново је брендиран новим логом и новим именом. Овај и сви његови сестрински канали одбацили су део sat из имена и постали су Rai YoYo, Rai 5 (претходно познат као Rai Extra), Rai Premium и Rai Movie (претходно познат као Raisat Cinema).
RAI је 11. јуна 2013. године био један од ретких европских јавних емитера који је осуђивао и критиковао затварање грчког јавног емитера Hellenic Broadcasting Corporation (ERT).

#### Критика

##### Бројно руководство
Компанија RAI је била критикована јер је до 2015. године имала 46 директора и 262 главна седишта, што се сматра прекомерним; RAI Spa је приватна компанија али је 100% у власништву Владе Италије, тако да Италијани морају да плаћају високе таксе да би потпомогли рад приватних компанија деоничарских друштава у власништву владе ове земље као што је RAI. Претплатници плаћају обавезну годишњу таксу у износу од 100 евра.

##### Политичка пропаганда
Компанија RAI Spa је 99% у власништву Министарства економије и финансија Владе Италије, тако да се може рећи да емитује садржај који оставља политички утицај на грађане.

##### Програм о мафији
Канал Raiuno Rai је 6. априла 2016. године угостио мафијашког боса Салватореа „Тота” Рину, који је причао о својим будућим пројектима.

## Дуг
је до марта 2015. године акумулирао дуг од 442 милиона евра, а италијански „Корте деи Конти” (италијанска јавна институција за преглед финансија) био је забринут о утицају овако великог RAI-јевог дуга на саме грађане Италије (Италијани ако желе да имају ТВ или ТВ високе резолуције морају да плаћају обавезну годишњу накнаду од 100 евра која представља таксу за RAI).

## RAI-јева обавезна годишња накнада за све телевизије у Италији
Италијани морају да плаћају годишњу телевизијску лиценцу (позната као итал. Canone Rai — „RAI-јева такса”) од око 100 евра да би легално поседовали сам ТВ или ТВ високе резолуције. (За разлику од ТВ лиценцирања у Уједињеном Краљевству, не изузимају се они који користе ТВ за примање неемитованог сигнала као што је пуштање DVD-а или гледање онлајн видеа.) Телевизијска такса у Италији постоји од 1938. године; заснована је на закону који се користио у Краљевини Италији.

## ТВ канали
| №  | Лого | Канал | на      | Емитовање              | Покренут            | Опис                            |
| -- | ---- | ----- | ------- | ---------------------- | ------------------- | ------------------------------- |
| 01 |      |       | 1       | Национални DTV Сателит | 3. јануар 1954.     | општи                           |
| 02 |      |       | 2       | Национални DTV Сателит | 4. новембар 1961.   | општи                           |
| 03 |      |       | 3       | Национални DTV Сателит | 15. децембар 1979.  | општи                           |
| 04 |      |       | 21      | Национални DTV Сателит | 14. јул 2008.       | филмски, забавни                |
| 05 |      |       | 23      | Национални DTV Сателит | 26. новембар 2010.  | културни, музички, документарни |
| 06 |      |       | 42      | Национални DTV Сателит | 1. јун 2007.        | дечји/тинејџерски               |
| 07 |      |       | 24      | Национални DTV Сателит | 1. јул 1999.        | филмски                         |
| 08 |      |       | 48      | Национални DTV Сателит | 26. април 1999.     | информативни                    |
| 09 |      |       | 25      | Национални DTV Сателит | 31. јул 2003.       | фикцијски                       |
| 10 |      |       | 146     | Национални DTV Сателит | 19. октобар 2009.   | образовни                       |
| 11 |      |       | 54      | Национални DTV Сателит | 2. фебруар 2009.    | историјски                      |
| 12 |      |       | 43      | Национални DTV Сателит | 1. новембар 2006.   | дечји                           |
| 13 |      |       | 501     | Национални DTV Сателит | 25. октобар 2013.   | висока дефиниција               |
| 14 |      |       | 502     | Национални DTV Сателит | 25. октобар 2013.   | висока дефиниција               |
| 15 |      |       | 503     | Национални DTV Сателит | 25. октобар 2013.   | висока дефиниција               |
| 16 |      |       | 521     | Национални DTV Сателит | 22. јануар 2016.    | висока дефиниција               |
| 17 |      |       | 113     | Тивусат                | 19. септембар 2016. | висока дефиниција               |
| 18 |      |       | 114     | Тивусат                | 26. мај 2016.       | висока дефиниција               |
| 19 |      |       | 525     | Национални DTV Сателит | 26. мај 2016.       | висока дефиниција               |
| 20 |      |       | 58, 146 | Национални DTV Сателит | 14. септембар 2015. | спортски                        |
| 21 |      |       | 210     | Тивусат                | 17. јун 2016.       | висока дефиниција               |
| 22 |      |       |         | Међународни Сателит    | 1. јануар 1992.     | међународни                     |
| 23 |      |       |         | Међународни Сателит    | 2013.               | културни                        |
| 24 |      |       |         | Регионални             | 1998.               | ладински                        |
| 25 |      |       |         | Регионални             | 7. фебруар 1996.    | немачки                         |
| 26 |      |       | 103     | Регионални             | 1995.               | словеначки                      |

### Угашени
- : Европско првенство у фудбалу 2004. (2004, емитовао користећи фреквенције )
- : културе, стилови (1. април 2004 — 1. јун 2007)
- : општи (31. јул 2003 — 26. новембар 2010)
- (емитовао користећи фреквенције )
- : технологије, игре... (30. мај 2005 — 1. фебруар 2007, емитовао на истим фреквенцијама као и Rai Doc у уклопљеним терминима)
- (22. април 2008 — 18. септембар 2016)
- (26. април 2001 — април 2014)
- : Летње олимпијске игре 2004. (2004, емитовао користећи фреквенције )
- : (18. мај 2010 — 5. фебруар 2017)
- (1. август 2016 — 19. септембар 2016)
- (1998 — април 2014)
- (2003 — 1. фебруар 2009)
- (4. јануар 2004 — 1. јануар 2008)
- : Светско првенство у фудбалу 1998. (1998—1999)
- (1997—1999)
- (1997—1999)
- (1997—2000)
- (1. јун 1999 — 30. јул 2003)
- (1999 — 30. јул 2003)
- (2000 — 30. јул 2003)
- (1999 — 31. јул 2009)
- (1. јул 1999 — 31. октобар 2006)
- (1. јун 1999 — 31. јул 2003)
- (1. новембар 2006 — 1. август 2009)
- (IPTV)
- (IPTV)
- (IPTV)
- (IPTV)
- (IPTV)
- (IPTV)
- (IPTV)

## Радијске станице
:
- : вести и информације
- : савремена музика и разговори за одрасле
- : класична музика и култура
- : само италијанска музика
- : класична и оперска музика
- : пуштање одабраних радијских архива
- : музика
- : за децу од 2 до 10 година старости
- : извештавање о деловању Парламента Италије
- : за кориснике ауто-путева
- : програм на немачком језику за регион Трентино-Јужни Тирол
- : програм на словеначком језику за регион Фурланија-Јулијска крајина

### Угашене станице
- (1982—1991)
- (1991—1994)
- (1. јул 1930 — 31. децембар 2011)
- (6. август 2015 — 11. јун 2017)

## Седишта и уреди
| Седиште | Центри телевизијске продукције | Аудиторијуми/театри | Студији |
| ------- | ------------------------------ | ------------------- | ------- |
| Рим     |                                |                     | 9       |
| Рим     |                                |                     | 14      |
| Рим     |                                |                     | 6       |
| Рим     |                                | 1 театар            |         |
| Рим     |                                | 1 аудиторијум       |         |
| Милано  |                                | 3 аудиторијума      | 5       |
| Милано  |                                |                     | 4       |
| Напуљ   |                                | 1 аудиторијум       | 7       |
| Торино  |                                | 1 аудиторијум       | 6       |
| Торино  |                                |                     | 5       |
| Палермо |                                |                     | 4       |

### Локални уреди
- Северозапад: Ђенова, Сен Кристоф
- Североисток: Болоња, Болцано, Тренто, Трст, Венеција
- Центар: Анкона, Фиренца, Перуђа, Пескара
- Југ: Бари, Кампобасо, Козенца, Потенца
- Острва: Каљари, Палермо

### Страни уреди
Постоји неколико уреда RAI-ја у иностранству, а служе за извештавање вести које се емитују уживо у Италији. Ови уреди су у: Бриселу, Паризу, Берлину, Лондону, Њујорку, Пекингу, Каиру, Јерусалиму, Најробију, Москви и Рио де Жанеиру.

## Евровизија
је један од чланова-оснивача Европске радиодифузне уније (енгл. European Broadcasting Union, EBU), коју су 1950. године основале 22 западноевропске телевизијске станице које су се одвојиле од OIRT-а. Песма Евровизије је такмичење које организује EBU да би се у Европи развијали одређени национални и међународни програми од значаја. RAI уз евровизијски емитује и Фестивал у Санрему, Палио ди Сијену, Цекино д’Оро... као и свечаности у којима се снима папа за шта је задужен Rai Vaticano (исто тако се преноси и Ангелус и други догађаји који су битни у Европи). Такође, RAI је био међу првим јавним емитерима који су организовали учешће за своју државу на Песми Евровизије; Италија је учествовала готово непрекидно од 1956. до 1997. године. Године 1965. и 1991. RAI је организовао такмичење. Од 1997. до 2010. је било дуго раздобље неучествовања које никад није у потпуности оправдано, али 2011. године RAI је поново забележио учешће и створио „велику петорку” односно придружио се четирима великим нацијама које су од 2000. као „велика четворка” предводиле активности EBU-а; ових пет земаља пролази директно у финале. RAI је исто тако испратио сва летња издања другог успешног EBU-овог пројекта, Игре без граница.
Програм који се емитује за Евровизију има посебну тему односно симбол (од деведесетих је заједнички за све придружене емитенте) који, иако се мењао током година и у зависности од графике, увек мора да садржи прелудијум дела Марк-Антоана Шарпантјеа по имену Те Деум који се изнова прерађује.

## Слоган
је користио неколико слогана кроз своју историју. Најпознатији је:
RAI. Више свега. (итал. Rai. Di tutto, di più.)
Ово се мењало током година према различитим потребама:
. Од свега, више. (итал. Rai. Di tutti, di più.)”
   „. Од свега, још више.
Поводом Еура 2012. уведен је нови слоган:
Ако је за свакога, на RAI-ју је. (итал. Se è per tutti, è sulla Rai.)
Две кампање за плаћање телевизијске лиценце провођене су 2012. и 2013. и кроз слогане:
Нешто више од ТВ-а (итал. Qualcosa di più di una tv)”
   „Много више од ТВ-а
Претпоследњи слоган је био:
Јавни сервис се види (итал. Il servizio pubblico si vede)
Тренутни слоган уведен 1. септембра 2016. године је:
За тебе. За све. (итал. Per te. Per tutti.)

## RAI-јеви коњи
Два битна италијанска скулптора направила су коњичке статуе за два главна уреда RAI-ја у Риму:
- Франческо Месина (1966) направио је познатог Коња који умире (итал. Cavallo Morente), рад у бронзи на улазу седишта у улици Вијале Мацини 14 где борави председавајућа, генерална управа и управа телевизијских мрежа.
- Марио Чероли (1980) направио је Крилатог коња (итал. Cavallo Alato), смештеног испред седишта Сакса Рубра — RAI-јеве информацијске цитаделе — и посвећеног Бјађу Ањесу, у оквиру чега су студији TG1, TG2, TG3, TGR Lazio, , , , , , Radio 4 Light, Radio 5 Classica, Radio 6 Teca, IsoRadio итд.

## Почасти
| Медаља за заслуге прве класе Цивилне заштите | Медаља за заслуге прве класе Цивилне заштите (итал. ) |
|                                              | »За ’учешће у сеизмичком догађају’ из 6. априла 2009. у Абруцу, због изузетног доприноса начињеног директно употребом људских и материјалних ресурса да се преброди хитан случај.« (итал. ) — 11. октобар 2010. |